# مرس عنخ الرابعة
مرس عنخ الرابعة ، هي ملكة مصرية قديمة غير حاكمة أو زوجة ملك ، عاشت في عهد الأسرة الخامسة ، و في حين أن بعض المصادر تعتبر أن زوجها غير معروف، تشير مصادر أخرى إلى أن زوجها كان الملك منكاوحور كايو. و من الممكن أيضا أن مرس عنخ كانت زوجة ددكارع إسيسي.
و بالنسبة لأبنائها فهناك مناخ عام من عدم التأكد بهذا الشأن ، و المرشحين ليكونوا أبنائها هم :
- الأمير رع إم كا
- الأمير كا إم تننت.

وتستند العلاقة الأسرية بين مرس عنخ الرابعة و هذين الأميرين إلى التأريخ العام لآثارهم الباقية أو المصاطب في سقارة. و من الممكن أن يكون كا إم تننت ابن ددكارع إسيسي بدلا من مينكاوحور كايو.

## ألقابها
كانت الملكة مرس عنخ الرابعة تحمل الألقاب التالية:
- عظيمة صولجان حتس (المفضلة عند الملك)
- زوجة الملك.
- عظيمة الثناء
- من ترى حور و ست
- كاهنة الإله تحوت.
- كاهنة تياسيبف
- رئيسة الجزارين في بيت السنط.
- رفيقة حور.
- خادمة / كاهنة حور.
- قرينة المحبوب من السيدتين.[1]

## مدفنها
ودفنت في المقبرة رقم 82 في سقارة  - أو مصطبة رقم D5 في ترقيم مارييت. و ليس للقبر سوى غرفة واحدة ولم تكن هناك نقوش على الجدران ، ألقاب مرس عنخ تأتي من لوحة وجدت في سرداب بالمقبرة.